# Open Science Grid Consortium
O Open Science Grid Consortium é uma organização que administra uma rede mundial de recursos computacionais denominada Open Science Grid, que facilita a implementação de atividades computação distribuída para pesquisas científicas. Fundado em 2004, o consórcio é composto por fornecedores de serviços e recursos, pesquisadores universitários e laboratórios de pesquisa, assim como centros de computação nos Estados Unidos.

## Uso
O OSG é utilizados por cientistas e pesquisadores para tarefas de análise de dados que são muito custosas em termos computacionais para um único centro de processamento de dados ou supercomputador. Embora a maioria dos recursos da grade (grid) seja usada para física de partículas, equipes de pesquisa de disciplinas como biologia, química, astronomia e sistemas de informação geográfica estão atualmente usando a grade para análise de  dados. Uma  pesquisa utilizando os recursos do consórcio foi publicada no Journal of Physical Chemistry .

### Grande Colisor de Hádrons
O Open Science Grid foi criado para facilitar a análise de dados do Grande Colisor de Hádrons (Large Hadron Collider, LHC)  e cerca de 70% de suas 300.000 horas de computação por dia são dedicadas à análise de dados de colisores de partículas. Depois que os dados são coletados e distribuídos pelo LHC Computing Grid, o Open Science Grid auxilia físicos de instituições de todo o mundo na análise. A grade foi projetada para que recursos e dados sejam compartilhados automaticamente.

## Arquitetura
No total, o OSG encompassa mais de 25.000 computadores com mais de 43.000 processadores, a maioria dos quais rodan uma distribuição de Linux. 72 instituições, incluindo 42 universidades, são parte do consórcio, contribuindo com recursos para a rede. Existem 90 nós computacionais e de armazenamento distintos na rede, que estão distribuídos pelos Estados Unidos e pelo Brasil.

### Emparelhamento
A rede é emparelhada com outras redes, incluindo TeraGrid, LHC Computing Grid, a European Grid Infrastructure e o Extreme Science and Engineering Discovery Environment (XSEDE), permitindo o compartilhamento de dados e recursos dessas.

## Financiamento
O consórcio é financiado pelo Departamento de Energia dos Estados Unidos e pela National Science Foundation, do mesmo país, e recebeu uma doação conjunta de US$ 30 milhões.